# 징쿤 고속공로
징쿤 고속공로(중국어: 京昆高速公路) 또는 베이징-쿤밍 고속도로는 베이징시 ~ 윈난성 쿤밍 시를 잇는 중화인민공화국의 고속도로로 중국국가고속공로망의 제G5호 고속공로로 지정되어 있다. 이름은 베이징의 '징(京)'과 쿤밍의 '쿤(昆)'에서 비롯되었다. 총연장은 2,716 km이다.

## 구성

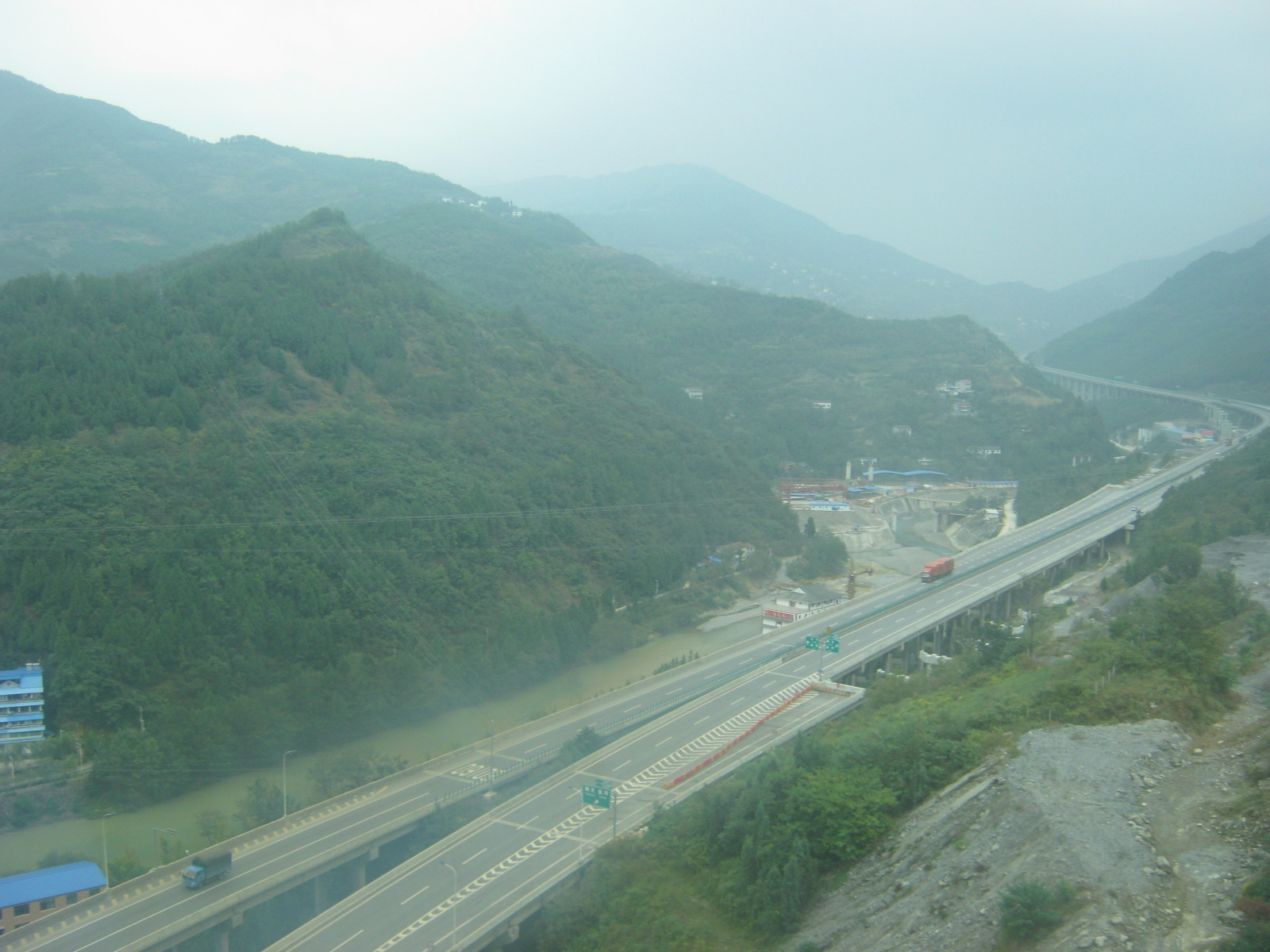
징쿤 고속공로의 쓰촨성 광위안 시 부근 (2012년 촬영)

징쿤 고속공로는 북쪽의 베이징시를 시작으로 하여 허베이성, 산시성 (산서성), 산시성 (섬서성), 쓰촨성을 거쳐 윈난성의 쿤밍 시까지 이른다.
중화인민공화국 교통운수부(中华人民共和国交通运输部)는 전국의 고속도로에 번호 체계를 통일시키는 작업을 행하고 있다. 국도의 주요 간선 도로를 통합하여 새 명칭 및 번호를 부여하고 있다.
- 베이징시 구간 : 베이징시-스자좡 시의 대부분의 구간이 공사중이다.
- 허베이성 구간 : 베이징시-라이수이 현 구간은 계획 및 공사중이며, 라이수이 현-스자좡 시 구간은 완공되었다.
- 산시성 (산서성) 구간 : 전 구간이 완공되었다. 단, 허베이성 경계-타이위안시 구간은 확장 공사중이다.
- 산시성 (섬서성) 구간 : 전 구간이 완공되었다.
- 쓰촨성 구간 : 산시성 (섬서성) 경계 -광위안 시의 58km 구간은 2010년내에, 야안 시-시창 시 구간은 2011년내에 개통되었으며, 몐닝 현과 윈난성 경계 부근 역시 완공되었다.
- 윈난성 구간 : 쓰촨성-우딩 현 구간은 완공되었고, 우딩 현-쿤밍 시 구간은 공사중이다.

## 주행 거리
| 징쿤 고속공로 주행 거리（km） |           |                          |           |                          |           |
| 성급행정구                    | 구간 거리 | 시점                     | 시점 거리 | 종점 (지방 경계 지점)    | 종점 거리 |
| 베이징 시                     | 60        | 베이징 시                | 0         | 베이징-허베이 경계       | 60        |
| 허베이 성                     | 274.766   | 허베이-베이징 경계       | 60        | 井陉（허베이-산시 경계） | 334.766   |
| 산시 성(산서성)               | 503.458   | 旧关（산시-허베이 경계） | 335       | 禹门口（산시-산시 경계） | 838.458   |
| 산시 성(섬서성)               | 624.451   | 禹门口（산시-산시 경계） | 839       | 棋盘关（산시-쓰촨 경계） | 1463.451  |
| 쓰촨 성                       | 1038.205  | 棋盘关（쓰촨-산시 경계） | 1464      | 쓰촨-윈난 경계           | 2502.205  |
| 윈난 성                       | 213       | 永仁（윈난-쓰촨 경계）   | 2503      | 쿤밍 시                  | 2716      |